# 88e régiment d'infanterie territoriale
Le 88e régiment d'infanterie territoriale est un régiment d'infanterie de l'armée de terre française qui a participé à la Première Guerre mondiale.

## Création et différentes dénominations
Le régiment reçoit son numéro par décret du 19 mars 1875, en prévision de la mobilisation.

## Historique des garnisons, combats et batailles du88eRIT

### Première Guerre mondiale

#### 1918
Le 16 août, le 88e régiment territorial d’infanterie est dissout et constitué en unités formants corps, restant rattachées au 1er corps d'armée colonial et administrées par le dépôt du 88e territorial à Lorient.
Le 1er bataillon devient : 1er bataillon de pionniers du 88e régiment territorial d’infanterie et est affecté à la 2e DIC
Le 2e bataillon devient : 2e bataillon de pionniers du 88e régiment territorial d’infanterie et est affecté à la 3e division d'infanterie coloniale.
Les deux compagnies de mitrailleuses sont détachées des bataillons et réunies pour former le bataillon de mitrailleuses du 1er CAC à la disposition du général commandant le 1er corps d'armée colonial.
1er bataillon de pionniers du 88e régiment territorial d’infanterie
Du 16 août au 10 octobre, le bataillon change souvent de cantonnements tout en restant dans ou les environs de la montagne de Reims pour le ramassage des moissons,  le camouflage des routes, la récupération du matériel abandonné dans la forêt de Reims, les travaux d’aménagements de baraquements, la réfection des routes et des ponts.

Le 11 octobre, le bataillon cantonne à Beine, Epoye  et Nogent-l'Abbesse pour la récupération du matériel abandonné par l'ennemi. 

Le 13 octobre, le  bataillon fait mouvement pour se rendre dans la région des Ardennes où il concourt aux travaux de déblaiement des villages situés sur la Retourne, à la réfection des transversales, à la construction de ponts sur le canal des Ardennes et sur l’Aisne, à la récupération du matériel abandonné. 

Du 5 au 7 novembre, le  bataillon  est  réuni à Château-Porcien (Ardennes) et reste dans ce cantonnement jusqu’au 12 novembre.
 
Le 13 novembre, revenant à l’arrière, le 1er bataillon de pionniers se rend, par étapes, à Louvois où il arrive le 15 novembre et où il reste jusqu’au 3 décembre. 

Le 4 décembre, le  bataillon quitte Louvois et se rend par étapes dans la région de Nancy où il n’arrive que le 21 décembre, ayant comme cantonnements Fléville et Lupcourt. Il est à la disposition de l’état-major de l’armée de Nancy (VIIe armée). 

Le 24 décembre, commencent les opérations de la démobilisation qui se poursuivront jusqu’au 20 janvier 1919, date à laquelle le 1er bataillon de pionniers doit être dissout. 

20 janvier 1919, le bataillon est dissout et les militaires qui n’ont pu être démobilisés avant cette date passent en subsistance au 420e régiment d'artillerie lourde puis au 16e RI en attendant le départ de leur échelon.
2e bataillon de pionniers du 88e régiment territorial d’infanterie
Jusqu’au 5 octobre, il cantonne dans ou les environs de la montagne de Reims, où il exécute des travaux de réfection de routes, des tranchées de 2e ligne, des aménagements de baraquements pour un camp d’hivernage. 

À partir du 5 octobre, il est à Reims ou il assure le service de place et est à la disposition du génie sous la direction duquel il exécute des travaux de route pour le passage de l’artillerie, de construction de ponts.

À partir du 13 octobre, il est au nord et au nord-est de Reims à Fresnes, Caurel, Roizy, Saint-Loup-en-Champagne, Blanzy-la-Salonnaise, Isles-sur-Suippe, à la disposition du génie pour la construction de ponts et le chargement des camions autos.

Le 4 novembre le bataillon est remis à la disposition de la 3e DIC. Le bataillon, qui a quitté les Ardennes, revient, par étapes, cantonner à Tauxières le 4 novembre en vue de son embarquement. 

Le 5 novembre, le bataillon s’embarque en chemin de fer à destination de Dolaincourt (Vosges) où il arrive le 7 et y séjourne jusqu’au 9 novembre. 

Le 10 novembre, il est à Saint-Max, près de Nancy. 

Du 11 au 15 novembre, le bataillon cantonne à Custines pour des coupes de bois. 

Du 16 au 26 novembre, il occupe différents cantonnements situés en Lorraine, à la disposition du service des étapes.
 
Le 27 novembre, le bataillon cantonne à Bitche et ses environs, mais à partir du 17 décembre il est tout entier à Bitche où commencent, le 24 décembre, les opérations de la démobilisation. 

Le 15 janvier 1919, le 2e bataillon de pionniers est dissout. Les militaires qui n’ont pu être démobilisés avant cette date, passent en subsistance au dépôt divisionnaire de la 52e DI en attendant le départ de leur échelon.
Bataillon de mitrailleuses du 1er CAC
Le 16 août, le bataillon est cantonné à Louvois, Mutry, Rilly-la-Montagne et les sections de tir sont en position dans les tranchées du mont de la Cuche situées à l'est de Montbré.
 
Le 18  août, la  1re compagnie de mitrailleuses est mise à la disposition des majors de cantonnements de la forêt de la montagne de Reims, pour la récupération du matériel abandonné dans cette forêt, et cantonne, le 18 à Louvois, le 24 à La Neuville, le 30 à Ville-en-Selve, le 6 septembre à Germaine. 
 
Le 19 septembre, la 1re compagnie de mitrailleuses remise à la disposition de la 2e DIC occupe les tranchées de la 2e position de Reims. 
 
Le 6 octobre, l’état-major du bataillon et la 2e compagnie de mitrailleuses quittent leurs cantonnements et position respectifs pour cantonner à Reims, tandis  que la 1re compagnie de mitrailleuses se rend à Beine.
 
Le 10 octobre, le bataillon se trouve en entier à Beine, y reste jusqu’au 12 octobre et occupe, à partir de cette date jusqu’au 6 novembre les cantonnements de Bergnicourt, Saint-Remy-le-Petit, Saint-Loup-en-Champagne sur la Retourne et au nord de cette rivière. 
 
Dans cette période du 6 octobre au 6 novembre, les sections de tir, qui prennent part à la poursuite des Boches, s’établiront en position en vue du tir sur avions.
Le 7 octobre, le bataillon, qui doit s’embarquer, revient, par étapes, vers le sud, et cantonne le 9 novembre à Bisseuil, sur la Marne.
 
Le 11 novembre, les unités du bataillon s’embarquent, dans la soirée, à la gare d’Oiry et débarquent à Pont-Saint-Vincent, le 13 à 3 heures. Elles cantonnent à Rosières-aux-Salines, en Meurthe-et-Moselle.
 
Le 17 novembre et à  partir  de  cette  date, le bataillon cantonne  successivement  à  Athienville-les-Jumelles, Château-Salins,  Dieuze,  Albersdorff,  Sarralbe, Petit-Réderching,  Bitche,  Hornbach, Deux-Ponts, Contwig, Schmitshausen, Landstuhl, Kaiserslautern, Hochspeyer, le bataillon arrive, le 11 décembre, à Neustadt, après avoir traversé la frontière française, l’Alsace-Lorraine et foulé le sol allemand.
 
Le 24 décembre les opérations de la démobilisation commencent.  
 
Le 14 janvier 1919, le bataillon, dont le personnel doit disparaître dans la deuxième quinzaine de janvier, est  accolé à un bataillon du 7e régiment d'infanterie coloniale, cantonné à Neustadt en attendant sa dissolution.
  
Le 1er février 1919, le bataillon de mitrailleuses du 1er CAC est dissout. Les militaires qui n’ont pu être démobilisés avant cette date sont placés en subsistance au 7e régiment d’infanterie coloniale en attendant le départ de leur échelon.

## Drapeau
Il porte, cousues en lettres d'or dans ses plis, les inscriptions suivantes :
- La Somme 1916